# Windy (Bootsklasse)

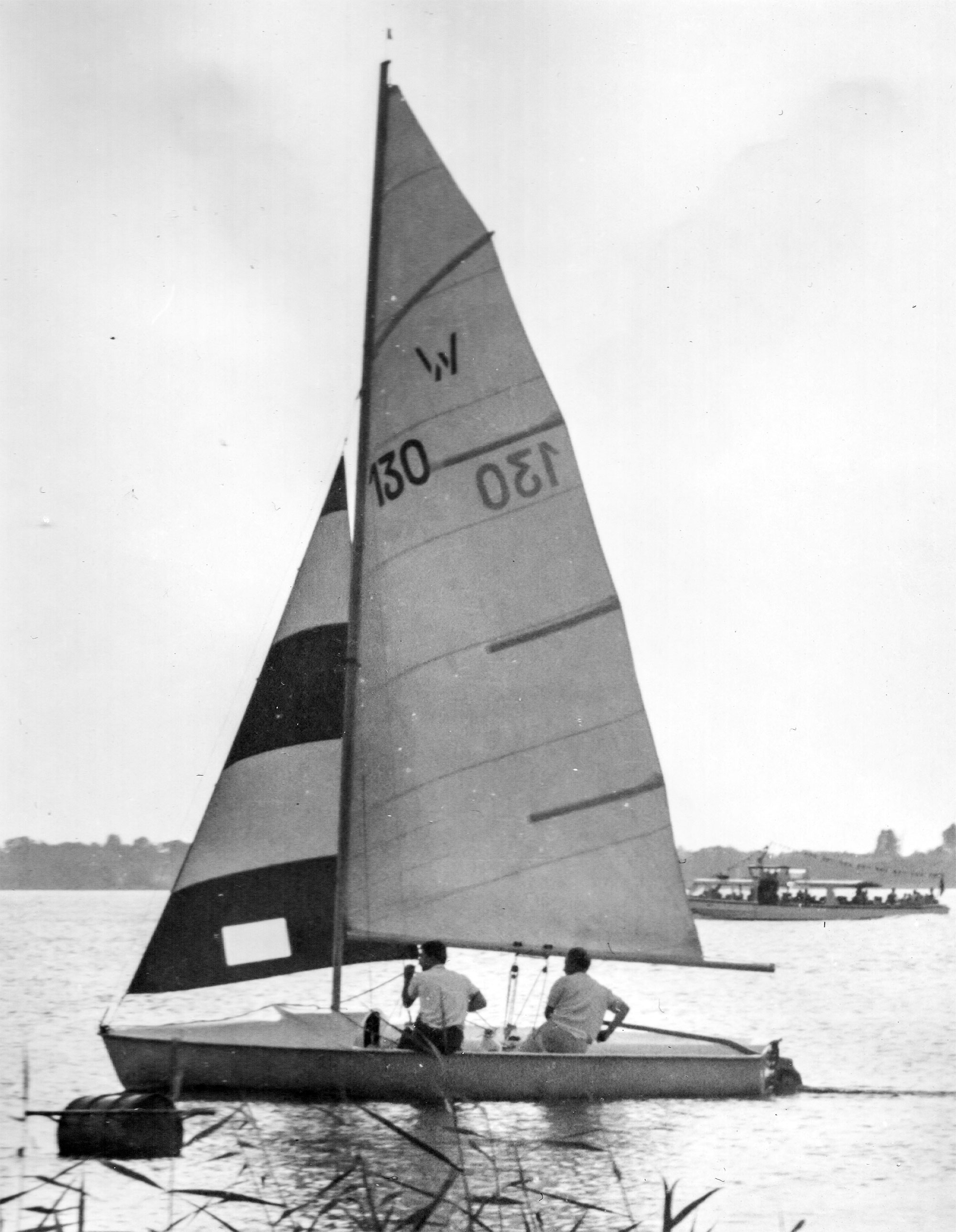
Eine Windy Standard

Die Windy ist eine französische Zweimann-Jolle, die in Deutschland als Verbandsklasse anerkannt ist. Das von Leo Bruckner konstruierte Boot ist von 1962 bis 1986 und dann noch einmal 2008 in Frankreich und Deutschland in ungefähr 1500 bis 2000 Exemplaren hergestellt worden.

## Geschichte
Das Boot wurde von 1962 bis in die 1980er-Jahre als Werftklasse vom Franzosen Leo Bruckner (geb. 1922), eigentlich einem Hemdenfabrikanten und erfolgreichen Regattasegler, konstruiert und in Saint-Égrève hergestellt. Nachdem es aus One-of-a-Kind-Regatten 1962 und 1963 der französischen Fachzeitschrift Bateaux reüssierte, erregte es auch bei seiner Vorstellung auf den Bootsmessen in Paris und Friedrichshafen aufgrund seiner Schnelligkeit Aufsehen. Bis Mitte der 1970er-Jahre entwickelten sich in Frankreich, Deutschland und der Schweiz größere Klassenvereinigungen, so dass 1977 die Hoffnung auf Anerkennung als Internationale Klasse formuliert wurde, die sich allerdings nicht erfüllte. Nationale Klassen entstanden allerdings in Frankreich, Deutschland und in der Schweiz. Nachdem die deutsche Klassenvereinigung 2010 vom DSV aufgelöst wurde, gibt es heute Bestrebungen, sie neu zu gründen. Segelzeichen (Klassenzeichen) ist der Buchstabe W.

## Konstruktion
Die Windy ist eine Rennjolle, wie sie ab den 1950er Jahren in verschiedenen Größen häufig entwickelt wurden, mit kürzeren, aber breiteren Rumpfformen, die schnell ins Gleiten kamen. Das Rumpfgewicht konnte durch die neuartigen Materialien relativ gering gehalten werden, das Gesamtgewicht inklusive Takelung betrug in der ersten Ausführung 135 kg. Der Rumpf wird aus Polyesterharz von durchschnittlich 4 mm Dicke gebaut, das durch Matten und Rovings aus Glasfaser verstärkt wird. Rumpf und Deck sind miteinander an der Scheuerleiste verklebt und mit Kunststoffprofilen ausgesteift. Schwert und Ruder sind aus Bootsbausperrholz. Das Alurigg wird mit Wanten und Vorstag abgespannt, wobei die Saling zusätzlich diamantverstagt ist. Die Windy verfügt als Besegelung in allen Varianten über ein 7/8-Rigg aus Groß- und Vorsegel, wahlweise als Fock oder Genua, und einen Spinnaker. Der Gewichtstrimm ist über Ausreitgurte und das Trapez möglich.

## Segeleigenschaften
Als Vertreter der Gleiter, wie sie durch die Entwicklung der Verbundwerkstoffe nach dem Zweiten Weltkrieg aufkamen, besitzt das Boot durch die breite benetzte Fläche im Heckbereich eine relative große Anfangsstabilität und dadurch bedingt eine vergleichbar zu älteren Booten hohe Segeltragzahl. Dagegen liegt es auf der Kreuz nicht so hoch am Wind wie historisch ältere Designs – oder gar Kielboote. Im Vergleich zum Prototyp dieser Bauweise, dem Flying Dutchman (FD) von 1951, der 1960 olympisch geworden war, war die Windy nicht so kompromisslos auf Schnelligkeit ausgelegt, sondern hatte als Mittelmeerjolle durch den V-Spant im Vorschiff ein gutes Verhalten in der Welle und aufgrund der großen Segelfläche gute Leichtwindeigenschaften. Nach seiner Yardstickzahl ist es etwas schneller als 470er Jolle oder Korsar, aber deutlich langsamer als die 505er oder FD. Ein Test der zweiten Bauform, der Windy Racing, in der Segelzeitschrift Yacht, die sie als teilweise etwas weich im Rumpf bezeichnete, bescheinigte ihr 1973 gleichzeitig, ein reinrassiges Regattaboot zu sein. Ihr Verdikt lautet: „… für sportlich veranlagte Nichtanfänger, die keine grossen Törns unternehmen wollen, sondern denen es in erster Linie um echtes sportliches Segeln geht. Für gemütliches Familiensegeln eignet sich die Windy nur bei leichtem Wetter.“

## Bauvarianten
Die Konstruktion der Jolle wurde mehrfach modifiziert, wobei die Bootsform der Schale und die vermessene Segelfläche gleich blieb, um Regattasegeln der Versionen untereinander zu ermöglichen. Daraus resultiert eine gemeinsame Yardstick-Zahl aller Bauvarianten, auch wenn man argumentieren kann, dass es graduelle Unterschiede geben muss.
- Windy Standard, 1962–1969. Offenes Vorschiff, für Regatta und Touren, hat keinen schließbaren Stauraum und keinen Spi-Tunnel. Für die Unsinkbarkeit sorgen die seitlichen geschlossenen Auftriebskörper und Luftkammern im Vorschiff mit insgesamt 3 m³.[12]
- Windy Racing, 1969–1977. Für Regatta & Touren, die Plicht führt um den freistehenden Mast herum, das Vorschiff ist, wie die seitlichen Auftriebskörper, vollständig geschlossen (Vorschott). Diese Bauform gibt in zwei Versionen, mit Spi-Tunnel (Regatta) oder ohne (Touring).
- Windy Racing S, 1977–1985. Die Sandwichkonstruktion von Schale und Deck, die mit Polyurethan-Hartschaum verbunden sind, ermöglicht es, alle Schoten und Fallen unter Deck zu führen, so dass das Deck von laufendem Gut frei bleibt. Der Mast steht offen und wird vom Vordeck umschlossen, das keinen abschliessbaren Stauraum mehr bietet.
- Windy Racing Super, 1986, 2008: ohne schließbaren Stauraum[13]

## Belege
1. ↑  Kai Krüger: Beim Papa im Trapez. Windys in Deutschland. In: Yacht. Nr. 25. Delius Klasing, Bielefeld 1977, S. 79–83.
2. ↑  Meldung der Zeitschrift Yacht 1962
3. ↑  Meldung der Zeitschrift Yacht 1963 (Seite nicht mehr abrufbar, festgestellt im Juni 2024. Suche in Webarchiven)  Info: Der Link wurde automatisch als defekt markiert. Bitte prüfe den Link gemäß Anleitung und entferne dann diesen Hinweis.
4. ↑  N.N.: Interboot 1964. Kapitulation des deutschen Bootsbaus? In: Yacht. Band 60, Nr. 20. Delius Klasing, Bielefeld 1964, S. 44–45.
5. ↑  Kai Krüger: Beim Papa im Trapez. Windys in Deutschland. In: Yacht. Nr. 25. Delius Klasing, Bielefeld 1977, S. 79–83.
6. ↑  Aufruf auf windy-segeln.de, abgerufen am 16. Juni 2015.
7. ↑  Uwe Mares, Achim Klahr, Wolfgang Heimsoeth: Windy. 5,28-m-Jolle. In: Yacht. Nr. 7. Delius Klasing, Bielefeld 1968, S. 36–37 (Online auf Yachtsportmuseum.de [abgerufen am 17. Juni 2015]).
8. ↑  N.N.: Französische Kunststoffjolle Windy. In: Yacht. Nr. 23. Delius Klasing, Bielefeld 1964, S. 20 (Online auf Yachtsportmuseum.de [abgerufen am 17. Juni 2015]).
9. ↑  N.N.: Jollentest ’73. Für jeden etwas. In: Yacht. Nr. 19. Delius Klasing, Bielefeld 1973, S. 44–74, hier: S. 69 (Online auf Yachtsportmuseum.de [abgerufen am 17. Juni 2015]).
10. ↑  N.N.: Windy-Jolle mit neuem Deckslayout. In: Yacht. Nr. 11. Delius Klasing, Bielefeld 1976, S. 32.
11. ↑  Yardstick-Zahlen (Memento vom 21. März 2017 im Internet Archive) des DSV, abgerufen am 17. Juni 2015.
12. ↑  N.N.: Französische Kunststoffjolle Windy. In: Yacht. Nr. 23. Delius Klasing, Bielefeld 1964, S. 20 (Online auf Yachtsportmuseum.de [abgerufen am 17. Juni 2015]).
13. ↑  Die Windy, Ihre Bauform und unsere Jollen, Bootsversionen auf windy-segeln.de, abgerufen am 16. Juni 2015.